# Dmitrij Chvostov
Dmitrij Grigorjevitj Chvostov (ryska: Дмитрий Григорьевич Хвостов), född den 21 augusti 1989 i Ivanovo, Ryssland, är en rysk basketspelare som tog OS-brons i herrbasket vid olympiska sommarspelen 2012 i London.